# 鳥取県道261号青谷停車場線
鳥取県道261号青谷停車場線（とっとりけんどう261ごう あおやていしゃじょうせん）は、鳥取県鳥取市を通る一般県道である。

## 概要
鳥取市青谷町青谷のJR西日本山陰本線 青谷駅から鳥取県道280号俵原青谷線交点に至る。

### 路線データ
- 起点：鳥取県鳥取市青谷町青谷（JR西日本山陰本線 青谷駅前、鳥取県道274号青谷停車場井手線起点）
- 終点：鳥取県鳥取市青谷町青谷（福井田橋北交差点、鳥取県道280号俵原青谷線交点）

## 歴史
- 1993年（平成5年）5月11日 - 建設省から、県道川上青谷停車場線の一部を倉吉川上青谷線として主要地方道に指定される[1]。
- 1994年（平成6年）3月15日 - 鳥取県告示第225号により認定[2]。

前身は鳥取県道261号川上青谷停車場線（鳥取県告示第226号により廃止）。鳥取県道261号川上青谷停車場のうち終点（青谷駅）側の322 mが本路線になった。鳥取県道261号川上青谷停車場線の残部は鳥取県道51号倉吉川上青谷線になった。
- 2016年（平成28年）3月31日 - 鳥取県告示第220号により、旧道の鳥取市青谷町青谷（鳥取県道274号青谷停車場井手線交点 - 鳥取県道51号倉吉川上青谷線交点間、310 m）を鳥取市に移管し、鳥取市道3431121号青谷駅前1号線となった[3][4]。

## 路線状況

### 重複区間
- 鳥取県道274号青谷停車場井手線（鳥取市青谷町青谷）

## 地理

### 通過する自治体
- 鳥取県
  - 鳥取市

### 交差する道路
| 交差する道路                               | 交差する場所 | 交差する場所            |
| ------------------------------------------ | ------------ | ----------------------- |
| 鳥取県道274号青谷停車場井手線 重複区間起点 | 青谷町青谷   | 起点                    |
| 鳥取県道274号青谷停車場井手線 重複区間終点 | 青谷町青谷   |                         |
| 鳥取県道280号俵原青谷線                    | 青谷町青谷   | 福井田橋北交差点 / 終点 |

### 沿線
- JR西日本山陰本線 青谷駅